# Province cartusienne de Catalogne
Ne doit pas être confondu avec la Catalogne, région historique d'Espagne.
Pour l’ordre des Chartreux, la définition des provinces correspond à un groupe de maisons et non à un espace géographique. Une province porte généralement le nom du pays où les maisons se trouvent principalement situées.
La province de Catalogne, en latin : Provincia Cathaloniæ, de l'ordre des Chartreux est créée au chapitre général de 1335.

## Histoire
La province de Catalogne est créée au chapitre général de 1335.
Au cours du Grand Schisme d'Occident (1391-1410), les Chartreux allemands et italiens sont avec le pape de Rome, et ceux de France et d'Espagne suivent le pape d'Avignon. Boniface Ferrier, frère de saint Vincent Ferrier, prieur de Porta Cœli en 1400, légat pontifical auprès du roi de France en 1401 est élu prieur de la Grande Chartreuse en 1402. Il démissionne avec le général urbaniste, Étienne Maconi, en faveur de la réunification de l'ordre en 1410, puis reprend sa charge sur ordre de Benoît XIII, son pouvoir est borné aux maisons d’Espagne. Les sept chartreuses hispaniques, suivent ce choix et continuent à évoluer dans l'ombre du pape, alors retiré à Peníscola (à 140 km environ au nord de Valence). À partir de 1410, le chapitre général des Chartreux réside à Val de Christo et six chapitres généraux s'y tiennent. Le schisme espagnol interne à l'ordre cartusien se proroge au-delà de 1417 et ce n'est qu'en octobre 1418 que le prieur élu à la suite de Boniface Ferrier, Guillaume de Mota, informé de la position du concile de Constance, prend l'initiative de convoquer un nouveau chapitre général des chartreuses de la péninsule. Au terme de ce chapitre est envoyée une ambassade chargée de présenter en Chartreuse les conditions d'une réunion de l'ordre, à savoir la démission simultanée des deux prieurs de Chartreuse alors en charge puis l'élection d'un nouveau prieur. Ces décisions sont acceptés par Guillaume de Mota qui démissionne, tandis que Jean de Griffenberg demeure en fonction. L'ordre est ainsi réunifié. 
Vers 1442, la province de Catalogne est divisée en deux, dont l'une garde le même nom et l'autre est appelée province de Castille. Les Chartreux d'El Paular, Las Cuevas, Aniago et Miraflores sont séparés de la province de Catalogne , devenant la province de Castille. Dans la province de Catalogne, les Chartreux de Scala Dei, Porta Cœli, Montalegre, Val de Christo et Valldemossa sont restés.
Les rois catholiques d'Espagne tente de séparer les chartreux espagnols de l'obéissance du général de l'ordre. La ségrégation n'est pas réalisée. Philippe II réussit en 1577 la constitution de la première confédération indépendante des chartreux espagnols, mais elle ne dure que quelques mois.
En 1784, les Chartreux espagnols se séparèrent de l'obéissance à la maison mère et la congrégation nationale est formée. Au chapitre général de 1794, à la Val de Christo, le premier définiteur de la Catalogne est élu. Peu de temps après, lorsque la Révolution française supprime les ordres monastiques, l'indépendance est totale. Le premier chapitre général de la nouvelle congrégation des Chartreux d'Espagne se teint dans la chartreuse d'El Paular, le 2 juillet 1798. Ara Christi est la résidence du vicaire général de la congrégation cartusienne espagnole.

## Liste des chartreuses de Catalogne
Par date de fondation :
- Scala Dei 1195-1835
- Saint-Paul-de-la-Mer 1269-1433
- Porta Cœli 1272
- Valparaíso (Val-du-Paradis) 1345-1415
- Val de Christo 1385-1835
- Majorque (Valldemosa) 1399-1835
- Montalegre 1413
- L’Annonciade 1442-1445[note 2].
- Las Fuentes 1507-1835
- Aula Dei 1564
- Ara Cœli 1590-1596[note 3].
- Ara Christi 1585-1835
- Saragosse 1634-1835
- Via Cœli 1640-1681
- Benifaçà 1967

## Visiteurs de la province de Catalogne
- Rodolphe (†1314), prieur d'Aillon en 1313, envoyé par le chapitre général pour visiter les maisons de Catalogne et y meurt[2].

- François Maresmes (ca1377-1463), né à Sagonte, entre en 1402 à la chartreuse de Porta Coeli, prieur en 1414, il participe, en 1418, à l'ambassade pour négocier la réunification à l'ordre des sept chartreuses hispaniques, visiteur de la province de Catalogne en 1420, prieur de Val de Christo en 1425. Il visite les autres maisons de la province, où il collecte la taxe due pour le chapitre général. En 1425, il se rend aussi à Peniscola, pour tenter de ramener sous l'autorité de Rome, les derniers tenants de Benoît XIII, décédé en 1424. En 1433, il se rend au concile de Bâle où il représente les Chartreux en compagnie d'autres prieurs de l'ordre, il abandonne le priorat de Val de Christo et devient moine de Chartreuse, prieur de Grande Chartreuse de 1437 à 1463[3].

- 1490 : Luis Mercader Escolano (es) (1444-†1516), né à Murviedro de famille de haute noblesse, docteur in utroque jure, il entre à la chartreuse de Val de Cristo en 1468. En 1489, il devient prieur de Porta Cœli et, en 1490, visiteur de Catalogne. Déposé en 1491, il est élu en 1494 prieur de Val de Cristo. Il est appelé à des négociations avec le Pape, le roi de Hongrie et l’Empereur, chargé par Ferdinand V de réformer les religieux. Le roi le soutient contre les censures du chapitre général et le nomme enfin évêque de Tortosa en 1513. Il est grand inquisiteur de Navarre et Aragon.

- 1556 : Jean Torralba (†1578), né à Murviedro (Sagunte), il fait profession à la chartreuse de Scala Dei, puis en fait une seconde à Aula Dei en 1571, prieur de Montalegre en 1554 et convisiteur de Catalogne, puis prieur de Fuentes en 1556 et protoprieur d’Aula Dei en 1563, dès l’année suivante il passe vicaire de cette maison.

- 1620 : Louis de Vera (†1636), né à Madrid d’une famille de haute noblesse, il fait profession à la chartreuse de Montalegre en 1610. Il est nommé prieur de cette maison en 1620, puis convisiteur et visiteur de Catalogne. Déposé en 1632, il reprend la charge en 1635.

- 1643 : Jean-François del Mas (†1648), né à Saragosse, docteur en droit, il prend l’habit à la chartreuse d’Aula Dei en 1632, prieur en 1639, convisiteur de la province en 1641, prieur de Saragosse en 1644, visiteur depuis 1643, revient prieur d’Aula Dei en 1645.

- 1661 : Jacques de Villaroya (†1665), né à Teruel, il fait profession à la chartreuse d’Aula Dei en 1634, nommé prieur de Saragosse en 1649, d’où il passe au priorat d’Aula Dei en 1661, en même temps visiteur de la province de Catalogne. Déposé en 1664.

- 1661 : Antoine Gascon, profès d’Aula Dei, prieur de Saragosse à partir de 1661 et visiteur de Catalogne. Muté brièvement au priorat d’Aula Dei lors de la révolte de cette maison en 1682, il revient comme prieur à Saragosse deux ans plus tard. Reprenant à nouveau le gouvernement d’Aula Dei, en 1695.

- 1667 : Diego Rodriguez (†1681), originaire d’Arica (Ségorbe), après un doctorat en droit canon aux universités de Salamanque et Huesca, il devient curé de Vello. En novembre 1641, il entre à la chartreuse d’Aula Dei et y fait profession en 1642. Vicaire, il est nommé en 1655 prieur de Scala Dei, d’où il passe en 1659 au priorat de Majorque, en 1664 à celui de Las Fuentes, en novembre de la même année il est élu prieur d’Aula Dei. Prieur de Val de Christo en 1670, et à nouveau d’Aula Dei en 1673, convisiteur de Catalogne depuis 1667, déposé en 1678.

- 1669 : José Morlanes Y Gomez (1624-†1673), né à Saragosse d’une famille noble, il prend l’habit à la chartreuse d’Aula Dei en 1648, élu prieur en 1656, déposé en 1661, prieur de Las Fuentes en 1665  et convisiteur de Catalogne en 1669. En 1670, il retourne sans charge à Aula Dei. Dom Juan d’Autriche l’obtient alors comme confesseur.

- 1919 : Edmond Gurdon, Arthur Leslie Gurdon (1864-1940) né à Assington (Sussex) dans la famille d’un pasteur anglican, qui se convertit tout entière au catholicisme, prieur de Montalegre en 1915, nommé convisiteur en 1919 et prieur de Miraflores en 1920. Déposé en 1934.